# Castle Shannon
Castle Shannon est un borough situé dans le comté d'Allegheny, en Pennsylvanie, aux États-Unis,. En 2010, il comptait une population de 8 316 habitants. Il est incorporé le 20 décembre 1919.

## Démographie
Lors du recensement de 2010, le borough comptait une population de 8 316 habitants. Elle est estimée, en 2018, à 8 173 habitants.

## Patrimoine architectural
- Église Sainte-Anne (catholique)

### Source de la traduction
- (en) Cet article est partiellement ou en totalité issu de l’article de Wikipédia en anglais intitulé « Castle Shannon, Pennsylvania » (voir la liste des auteurs).